# Новосёловка (Ивано-Франковская область)
Новосёловка (укр. Новоселівка) — село в Городенковской городской общине Коломыйского района Ивано-Франковской области Украины.
Население по переписи 2001 года составляло 148 человек. Занимает площадь 0.35 км². Почтовый индекс — 78120. Телефонный код — 3430.